# Шапел Сен Морис
Шапел Сен Морис (фр. Chapelle-Saint-Maurice) насеље је и општина у источној Француској у региону Рона-Алпи, у департману Горња Савоја која припада префектури Анси.
По подацима из 2011. године у општини је живело 131 становника, а густина насељености је износила 20,22 становника/km². Општина се простире на површини од 6,48 km². Налази се на средњој надморској висини од 930 метара (максималној 1.760 m, а минималној 754 m).

## Демографија
| 1861. | 1901. | 1911. | 1921. | 1946. | 1954. | 1962. | 1968. | 1975. | 1982. | 1990. | 1999. | 2011. |
| ----- | ----- | ----- | ----- | ----- | ----- | ----- | ----- | ----- | ----- | ----- | ----- | ----- |
| 248   | 215   | 193   | 174   | 115   | 105   | 103   | 112   | 92    | 96    | 111   | 115   | 131   |

График промене броја становника у току последњих година